# Persone di cognome Ferrari
| Questa pagina contiene informazioni ricavate automaticamente dalle voci biografiche con l'ausilio del template Bio e di un bot. L'aggiornamento è periodico e automatico e ricostruisce completamente la pagina. Se manca una persona in questa lista, sei pregato di non aggiungerla, ma accertati piuttosto che la sua voce biografica contenga il template Bio e che i dati anagrafici siano correttamente compilati. Se il template Bio manca, inseriscilo tu stesso o, in alternativa, metti l'avviso {{tmp\|Bio}} che ne segnala la mancanza. Se i dati riportati sono sbagliati, correggi direttamente la voce biografica; le modifiche saranno visibili in questa lista entro pochi giorni. Per chiarimenti vedi il progetto antroponimi. La lista contiene solo le 228 persone che sono citate nell'enciclopedia e per le quali è stato implementato correttamente il template Bio. Pagina aggiornata al 7 ago 2025. |

Questa è una lista di persone presenti nell'enciclopedia che hanno il cognome Ferrari, suddivise per attività principale.

## Allenatori di calcio(5)
- Danilo Ferrari, allenatore di calcio e ex calciatore italiano (Bondeno, n. 1955)
- Giacomo Ferrari, allenatore di calcio e ex calciatore italiano (Calcinate, n. 1967)
- Marco Ferrari, allenatore di calcio e ex calciatore italiano (Rimini, n. 1966)
- Nicola Ferrari, allenatore di calcio e ex calciatore italiano (Tione di Trento, n. 1983)
- Paulo Ferrari, allenatore di calcio e ex calciatore argentino (Rosario, n. 1982)

## Allenatori di pallavolo(1)
- Tommy Ferrari, allenatore di pallavolo italiano (Aosta, n. 1970)

## Alpinisti(1)
- Casimiro Ferrari, alpinista italiano (Lecco, n. 1940 - Lecco, † 2001)

## Altisti(2)
- Giordano Ferrari, ex altista italiano (n. 1956)
- Roberto Ferrari, ex altista italiano (Cremona, n. 1967)

## Arbitri di calcio(1)
- Silvio Ferrari, arbitro di calcio italiano (Milano, n. 1917)

## Archeologi(1)
- Ottavio Ferrari, archeologo, filologo e bibliotecario italiano (Milano, n. 1607 - Padova, † 1682)

## Architetti(4)
- Augusto Ferrari, architetto, pittore e fotografo italiano (San Possidonio, n. 1871 - Buenos Aires, † 1970)
- Donnino Ferrari, architetto italiano (Parma, n. 1739 - Parma, † 1817)
- Efrem Ferrari, architetto italiano (Trento, n. 1910 - † 1997)
- Pompeo Ferrari, architetto italiano (Roma, n. 1660 - Rydzyna, † 1736)

## Arcieri(1)
- Giancarlo Ferrari, arciere italiano (Abbiategrasso, n. 1942)

## Artisti(2)
- Renzo Ferrari, artista svizzero (Cadro, n. 1939)
- Vincenzo Ferrari, artista italiano (Cremona, n. 1941 - Sondalo, † 2012)

## Astronomi(1)
- Giacomo Ferrari, astronomo italiano

## Attori(3)
- Angelo Ferrari, attore italiano (Roma, n. 1897 - Niederlehme, † 1945)
- Mario Ferrari, attore e doppiatore italiano (Roma, n. 1894 - Roma, † 1974)
- Paolo Ferrari, attore, doppiatore e conduttore televisivo italiano (Bruxelles, n. 1929 - Monterotondo, † 2018)

## Attrici(2)
- Antonella Ferrari, attrice italiana (Milano, n. 1970)
- Lolo Ferrari, attrice, attrice pornografica e ballerina francese (Clermont-Ferrand, n. 1963 - Grasse, † 2000)

## Attrici pornografiche(1)
- Michelle Ferrari, ex attrice pornografica italiana (La Spezia, n. 1983)

## Calciatori(31)
- Alessandro Ferrari, calciatore italiano (Codogno, n. 1930 - Codogno, † 2006)
- Alex Ferrari, calciatore italiano (Modena, n. 1994)
- Arduino Ferrari, calciatore italiano (Trieste, n. 1912)
- Carlo Ferrari, calciatore italiano
- Carlos Eduardo Ferrari, ex calciatore brasiliano (Paraná, n. 1979)
- Emilio Ferrari, calciatore italiano (Fossalta di Portogruaro, n. 1919)
- Enzo Ferrari, calciatore, allenatore di calcio e dirigente sportivo italiano (San Donà di Piave, n. 1942 - Udine, † 2025)
- Franco Ferrari, calciatore argentino (Rosario, n. 1992)
- Gian Marco Ferrari, calciatore italiano (Parma, n. 1992)
- Gianluca Ferrari, calciatore argentino (Rosario, n. 1997)
- Giovanni Ferrari, calciatore e allenatore di calcio italiano (Alessandria, n. 1907 - Milano, † 1982)
- Giovanni Carlo Ferrari, ex calciatore italiano (Arcene, n. 1949)
- Giuseppe Ferrari, calciatore italiano
- Giuseppe Carlo Ferrari, calciatore e allenatore di calcio italiano (Modena, n. 1910 - † 1987)
- Giuseppe Ferrari, calciatore italiano (Rivarolo Ligure, n. 1913 - Siracusa, † 1943)
- Héctor Ferrari, calciatore argentino (n. 1925)
- Jonathan Ferrari, calciatore argentino (Junín, n. 1987)
- José Luis Ferrari, ex calciatore uruguaiano
- Luigi Ferrari, ex calciatore italiano (Savigliano, n. 1940)
- Luigi Ferrari, calciatore italiano
- Matteo Ferrari, ex calciatore italiano (Aflou, n. 1979)
- Nevio Ferrari, calciatore italiano (Mantova, n. 1926 - Mantova, † 2010)
- Nino Ferrari, calciatore italiano
- Oscar Ferrari, calciatore italiano (Torino, n. 1931 - Torino, † 1995)
- Paolo Ferrari, ex calciatore italiano (Camisano Vicentino, n. 1937)
- Pietro Ferrari, calciatore italiano (Reggio Emilia, n. 1914 - † 1982)
- Pietro Ferrari, calciatore italiano (Codevilla, n. 1906)
- Sergio Ferrari, calciatore italiano (Oggiono, n. 1943 - Lecco, † 2016)
- Sergio Ferrari, calciatore italiano (Rivergaro, n. 1906)
- Stefano Ferrari, calciatore italiano (Milano, n. 1921)
- Umberto Ferrari, calciatore italiano (Cremona, n. 1914)

## Calciatrici(1)
- Irene Ferrari, ex calciatrice italiana (Milano, n. 1979)

## Canoisti(1)
- Niccolò Ferrari, canoista italiano (Padova, n. 1987)

## Cantautori(1)
- Quinto Ferrari, cantautore italiano (Bologna, n. 1907 - † 1995)

## Cardinali(3)
- Andrea Carlo Ferrari, cardinale e arcivescovo cattolico italiano (Lalatta di Palanzano, n. 1850 - Milano, † 1921)
- Giovanni Battista Ferrari, cardinale e arcivescovo cattolico italiano (Modena - Roma, † 1502)
- Tommaso Maria Ferrari, cardinale italiano (Manduria, n. 1649 - Roma, † 1716)

## Cestiste(2)
- Maria Aparecida Ferrari, cestista brasiliana († 2022)
- Pamela Ferrari, ex cestista italiana (Latina, n. 1974)

## Cestisti(2)
- Al Ferrari, cestista statunitense (New York, n. 1933 - St. Louis, † 2016)
- Frankie Ferrari, ex cestista e allenatore di pallacanestro statunitense (Burlingame, n. 1995)

## Chitarristi(1)
- Marc Ferrari, chitarrista statunitense (Boston, n. 1962)

## Ciclisti su strada(5)
- Alfo Ferrari, ciclista su strada italiano (Sospiro, n. 1924 - Sospiro, † 1998)
- Danilo Ferrari, ciclista su strada italiano (Chioggia, n. 1940 - Mongrando, † 2007)
- Diego Ferrari, ex ciclista su strada e dirigente sportivo italiano (Cremona, n. 1970)
- Paride Ferrari, ciclista su strada italiano (Verona, n. 1891 - Desio, † 1955)
- Roberto Ferrari, ex ciclista su strada italiano (Gavardo, n. 1983)

## Clarinettisti(1)
- Virginio Ferrari, clarinettista italiano (Parma, n. 1833 - Parma, † 1886)

## Compositori(3)
- Giacomo Gotifredo Ferrari, compositore italiano (Rovereto, n. 1763 - Londra, † 1842)
- Giorgio Ferrari, compositore italiano (Genova, n. 1925 - † 2010)
- Luc Ferrari, compositore francese (Parigi, n. 1929 - Arezzo, † 2005)

## Conduttori radiofonici(1)
- Roberto Ferrari, conduttore radiofonico e disc jockey italiano (Milano, n. 1965)

## Conduttrici televisive(1)
- Roberta Ferrari, conduttrice televisiva, giornalista e autrice televisiva italiana (Vevey, n. 1966)

## Cosmografi(1)
- Filippo Ferrari, cosmografo, matematico e teologo italiano (Oviglio, n. 1551 - Milano, † 1626)

## Curatori editoriali(1)
- Gian Arturo Ferrari, curatore editoriale e scrittore italiano (Gallarate, n. 1944)

## Direttori d'orchestra(1)
- Rodolfo Ferrari, direttore d'orchestra italiano (San Prospero, n. 1865 - Roma, † 1919)

## Dirigenti sportivi(3)
- Franco Ferrari, dirigente sportivo, allenatore di calcio e calciatore italiano (Genova, n. 1946 - Genova, † 2016)
- Guelfo Ferrari, dirigente sportivo italiano (Fiesso Umbertiano, n. 1879 - Venezia, † 1958)
- Virginio Ferrari, dirigente sportivo e pilota motociclistico italiano (Pellegrino Parmense, n. 1952)

## Disc jockey(1)
- Antonio Ferrari, disc jockey italiano (Bastia Umbra, n. 1957)

## Drammaturghi(2)
- Paolo Ferrari, commediografo italiano (Modena, n. 1822 - Milano, † 1889)
- Pietro Ferrari, drammaturgo italiano

## Economisti(1)
- Bartolomeo Ferrari, economista italiano

## Educatrici(1)
- Maria Ferrari, educatrice e filantropa italiana (L'Aquila, n. 1824 - L'Aquila, † 1896)

## Filosofi(2)
- Federico Ferrari, filosofo e critico d'arte italiano (Milano, n. 1969)
- Giuseppe Ferrari, filosofo, storico e politico italiano (Milano, n. 1811 - Roma, † 1876)

## Fisici(1)
- Fabio Ferrari, fisico italiano (Trieste, n. 1926 - Trento, † 2007)

## Fisiologi(1)
- Rodolfo Ferrari, fisiologo, biologo e farmacologo italiano (Canneto sull'Oglio, n. 1904 - Londra, † 1975)

## Fotoreporter(1)
- Aldo Ferrari, fotoreporter e fotografo italiano (Bologna, n. 1924 - Bologna, † 2013)

## Funzionari(1)
- Carlo Ferrari, prefetto e politico italiano (Genova, n. 1837 - Massa, † 1910)

## Generali(2)
- Andrea Ferrari, generale italiano (Napoli, n. 1770 - Roma, † 1849)
- Giuseppe Francesco Ferrari, generale italiano (Lerici, n. 1865 - Lerici, † 1943)

## Germanisti(1)
- Fulvio Ferrari, germanista, critico letterario e traduttore italiano (Milano, n. 1955)

## Gesuiti(1)
- Giovanni Battista Ferrari, gesuita, botanico e orientalista italiano (Siena, n. 1584 - Siena, † 1655)

## Ginnaste(2)
- Samantha Ferrari, ex ginnasta italiana (Muggiò, n. 1973)
- Vanessa Ferrari, ex ginnasta italiana (Orzinuovi, n. 1990)

## Ginnasti(1)
- Roberto Ferrari, ginnasta italiano (Medolla, n. 1889 - Pré-Saint-Didier, † 1937)

## Giocatori di football americano(2)
- Alex Ferrari, giocatore di football americano italiano (Bolzano, n. 1993)
- Claudio Ferrari, ex giocatore di football americano svizzero

## Giornaliste(3)
- Laurence Ferrari, giornalista e conduttrice televisiva francese (Aix-les-Bains, n. 1966)
- Paola Ferrari, giornalista e conduttrice televisiva italiana (Milano, n. 1960)
- Tamara Ferrari, giornalista e scrittrice italiana (Cosenza)

## Giornalisti(5)
- Fabrizio Ferrari, giornalista italiano (Arezzo, n. 1972)
- Francesco Luigi Ferrari, giornalista, politico e antifascista italiano (Modena, n. 1889 - Parigi, † 1933)
- Franco Ferrari, giornalista e scrittore italiano (Sondrio, n. 1929 - Roma, † 2000)
- Marco Albino Ferrari, giornalista e scrittore italiano (Milano, n. 1965)
- Marco Ferrari, giornalista, scrittore e autore televisivo italiano (La Spezia, n. 1952)

## Giuristi(1)
- Vincenzo Ferrari, giurista e sociologo italiano (Colleferro, n. 1940)

## Grecisti(1)
- Franco Ferrari, grecista e traduttore italiano (Milano, n. 1946 - Viareggio, † 2023)

## Hockeiste su ghiaccio(1)
- Gillian Ferrari, hockeista su ghiaccio canadese (Thornhill, n. 1980)

## Imprenditori(4)
- Enzo Ferrari, imprenditore, dirigente sportivo e pilota automobilistico italiano (Modena, n. 1898 - Modena, † 1988)
- Giulio Ferrari, imprenditore italiano (Calceranica, n. 1879 - Trento, † 1965)
- Piero Ferrari, imprenditore, dirigente d'azienda e dirigente sportivo italiano (Castelvetro di Modena, n. 1945)
- Riccardo Ferrari, imprenditore e politico italiano (Verona, n. 1888 - † 1973)

## Imprenditrici(1)
- Marilena Ferrari, imprenditrice italiana (Soncino, n. 1952 - Bologna, † 2012)

## Ingegneri(5)
- Dino Ferrari, ingegnere e progettista italiano (Modena, n. 1932 - Modena, † 1956)
- Carlo Ferrari, ingegnere italiano (Voghera, n. 1903 - Torino, † 1996)
- Giorgio Ferrari, ingegnere italiano (Reggio Emilia, n. 1929 - Reggio Emilia, † 2024)
- Mauro Ferrari, ingegnere italiano (Udine, n. 1959)
- Nino Ferrari, ingegnere e architetto italiano (Campegine, n. 1875 - La Spezia, † 1941)

## Judoka(1)
- Valeria Ferrari, judoka italiana (Verona, n. 1993)

## Lessicografi(1)
- Claudio Ermanno Ferrari, lessicografo italiano (Napoli, n. 1767 - Bologna, † 1842)

## Lottatori(1)
- Osvaldo Ferrari, ex lottatore italiano (Genova, n. 1942)

## Magistrati(2)
- Giuseppe Ferrari, magistrato e giurista italiano (Rossano, n. 1912 - Roma, † 1999)
- Luigi Ferrari, magistrato e poliziotto italiano (L'Aquila, n. 1888 - Roma, † 1955)

## Matematici(2)
- Gaspare Stanislao Ferrari, matematico italiano (Bologna, n. 1834 - Parigi, † 1903)
- Lodovico Ferrari, matematico italiano (Bologna, n. 1522 - Bologna, † 1565)

## Medici(2)
- Michele Ferrari, medico italiano (Ferrara, n. 1953)
- Virgilio Ferrari, medico e politico italiano (Pordenone, n. 1888 - Milano, † 1975)

## Mezzofondisti(1)
- Sara Ferrari, ex mezzofondista e ex maratoneta italiana (n. 1977)

## Militari(3)
- Cristoforo Ferrari, militare e politico italiano (Monterosso al Mare, n. 1880 - Monterosso al Mare, † 1949)
- Ferruccio Ferrari, militare italiano (Boves, n. 1917 - Pinerolo, † 1940)
- Luigi Ferrari, militare e politico italiano (Castelnuovo Magra, n. 1826 - Castelnuovo Magra, † 1895)

## Modelle(1)
- Erminia Ferrari, ex modella, costumista e scenografa italiana (Taormina, n. 1931)

## Musicisti(1)
- Domenico Ferrari, musicista italiano (Piacenza, n. 1722 - Parigi, † 1780)

## Pallanuotisti(1)
- Francesco Ferrari, pallanuotista italiano (Camogli, n. 1974)

## Pallavoliste(1)
- Chloe Ferrari, pallavolista statunitense (Fresno, n. 1992)

## Pallavolisti(1)
- Mario Ferrari, pallavolista, allenatore di calcio e calciatore italiano (Brescia, n. 1926 - Firenze, † 2018)

## Paroliere(1)
- Biri, paroliera italiana (Sesto San Giovanni, n. 1909 - Milano, † 1983)

## Partigiani(1)
- Antonio Ferrari, partigiano italiano (Modena, n. 1925 - Marano sul Panaro, † 1944)

## Patrioti(2)
- Domenico Ferrari, patriota italiano (Taggia, n. 1808 - Alessandria, † 1833)
- Filippo Ferrari, patriota e militare italiano (Varese Ligure, n. 1836 - Genova, † 1903)

## Piloti automobilistici(1)
- Amato Ferrari, ex pilota automobilistico italiano (Piacenza, n. 1966)

## Piloti motociclistici(1)
- Matteo Ferrari, pilota motociclistico italiano (Rimini, n. 1997)

## Pittori(21)
- Agostino Ferrari, pittore italiano (Milano, n. 1938)
- Antonio Felice Ferrari, pittore italiano (Ferrara, n. 1667 - Ferrara, † 1720)
- Arturo Ferrari, pittore italiano (Milano, n. 1861 - Milano, † 1932)
- Berto Ferrari, pittore italiano (Bogliasco, n. 1887 - Genova, † 1965)
- Bernardino Ferrari, pittore italiano (Vigevano, n. 1490 - Vigevano)
- Carlo Ferrari, pittore italiano (Verona, n. 1813 - Verona, † 1871)
- Carlo Ferrari, pittore italiano (Massenzatico, n. 1946)
- Defendente Ferrari, pittore italiano (Chivasso - Torino)
- Dino Ferrari, pittore italiano (Ascoli Piceno, n. 1914 - Ascoli Piceno, † 2000)
- Evangelista Ferrari, pittore e architetto italiano (Torrechiara, n. 1740 - Parma, † 1779)
- Francesco Ferrari, pittore italiano (Fratta Polesine, n. 1634 - Ferrara, † 1708)
- Gaudenzio Ferrari, pittore e scultore italiano (Valduggia - Milano, † 1546)
- Giacomo Ferrari, pittore e architetto italiano (Torrechiara, n. 1747 - Pietroburgo, † 1807)
- Giordano Bruno Ferrari, pittore e partigiano italiano (Roma, n. 1887 - Roma, † 1944)
- Giovanni Battista Ferrari, pittore italiano (Brescia, n. 1829 - Milano, † 1906)
- Giuseppe Ferrari, pittore italiano (Roma, n. 1843 - Rieti, † 1905)
- Giuseppe Pipin Ferrari, pittore, scrittore e giornalista italiano (Sanremo, n. 1904 - Sanremo, † 1972)
- Pietro Melchiorre Ferrari, pittore italiano (Sissa, n. 1735 - Parma, † 1787)
- Rino Ferrari, pittore, illustratore e scultore italiano (Paderno Ponchielli, n. 1911 - Cremona, † 1986)
- Salvatore Ferrari, pittore italiano (Rivello - † 1759)
- Luca da Reggio, pittore italiano (Reggio Emilia, n. 1605 - Padova, † 1654)

## Poetesse(2)
- Carlotta Ferrari, poetessa e compositrice italiana (Lodi, n. 1830 - Bologna, † 1907)
- Curzia Ferrari, poetessa, giornalista e scrittrice italiana (Milano, n. 1929)

## Poeti(5)
- Benedetto Ferrari, poeta e compositore italiano (Reggio nell'Emilia, n. 1597 - Modena, † 1681)
- Davide Ferrari, poeta italiano (Bologna, n. 1958)
- Giulio Ferrari, poeta, scrittore e nobile italiano (Vicenza, n. 1712 - † 1792)
- Ivano Ferrari, poeta italiano (Mantova, n. 1948 - Mantova, † 2022)
- Severino Ferrari, poeta e critico letterario italiano (Molinella, n. 1856 - Pistoia, † 1905)

## Politiche(1)
- Sara Ferrari, politica italiana (Rovereto, n. 1971)

## Politici(19)
- Adolfo Ferrari, politico italiano (Pievepelago, n. 1860 - Modena, † 1932)
- Alan Ferrari, politico italiano (Pavia, n. 1975)
- Attilio Ferrari, politico italiano (Vigatto, n. 1920 - † 1987)
- Aurelio Ferrari, politico italiano (Milano, n. 1948)
- Bruno Ferrari, politico italiano (Cremona, n. 1936)
- Enrico Ferrari, politico italiano (Modena, n. 1887 - Roma, † 1969)
- Francesco Ferrari, politico italiano (Mairano, n. 1946 - Mairano, † 2022)
- Francesco Ferrari, politico e partigiano italiano (Bessè di Chiuppano, n. 1922 - Vicenza, † 1964)
- Francesco Ferrari, politico italiano (Castel Goffredo, n. 1893 - Castel Goffredo, † 1980)
- Francesco Ferrari, politico italiano (Casarano, n. 1905 - † 1975)
- Giacomo Ferrari, politico italiano (Langhirano, n. 1887 - Bosco di Corniglio, † 1974)
- Giorgio Ferrari, politico italiano (Verona, n. 1931 - Roma, † 1997)
- Giuseppe Ferrari, politico italiano (Ferrara, n. 1920 - † 2001)
- Karl Ferrari, politico italiano (Salorno, n. 1934)
- Marcello Ferrari, politico italiano (Bolzano, n. 1935)
- Ottavio Ferrari, politico italiano (Langhirano, n. 1789 - Langhirano, † 1852)
- Pierangelo Ferrari, politico italiano (Brescia, n. 1951)
- Roberto Paolo Ferrari, politico italiano (Lecco, n. 1974)
- Silvestro Ferrari, politico italiano (Vescovato, n. 1930 - Varazze, † 1986)

## Presbiteri(1)
- Bartolomeo Ferrari, presbitero italiano (Genova Sestri, n. 1911 - Genova, † 2007)

## Psichiatri(1)
- Giulio Cesare Ferrari, psichiatra e psicologo italiano (Reggio Emilia, n. 1867 - Bologna, † 1932)

## Registi(2)
- Alberto Ferrari, regista e sceneggiatore italiano (Milano, n. 1962)
- Nicolò Ferrari, regista e sceneggiatore italiano (Camogli, n. 1928 - Roma, † 2007)

## Rugbiste a 15(1)
- Marta Ferrari, rugbista a 15 e ex judoka italiana (Verona, n. 1991)

## Rugbisti a 15(1)
- Simone Ferrari, rugbista a 15 italiano (Cernusco sul Naviglio, n. 1994)

## Scenografi(1)
- William Ferrari, scenografo statunitense (Argentina, n. 1901 - Los Angeles, † 1962)

## Schermidori(2)
- Jean-Noël Ferrari, schermidore francese (Nizza, n. 1974)
- Roberto Ferrari, schermidore italiano (Roma, n. 1923 - Roma, † 1996)

## Scrittori(3)
- Costanzo Ferrari, scrittore, giornalista e saggista italiano (Sale Marasino, n. 1815 - Parigi, † 1868)
- Jérôme Ferrari, scrittore e traduttore francese (Parigi, n. 1968)
- Silvio Ferrari, scrittore e traduttore italiano (Zara, n. 1942)

## Scultori(5)
- Ettore Ferrari, scultore e politico italiano (Roma, n. 1845 - Roma, † 1929)
- Giovanni Ferrari, scultore italiano (Crespano, n. 1744 - Venezia, † 1826)
- Giovanni Pietro Ferrari, scultore italiano (Monestirolo, n. 1884 - Buenos Aires, † 1970)
- Giuseppe Ferrari, scultore italiano (Ferrara, n. 1804 - Ferrara, † 1864)
- Luigi Ferrari, scultore italiano (Venezia, n. 1810 - † 1894)

## Sindacalisti(1)
- Marte Ferrari, sindacalista e politico italiano (Scandiano, n. 1928 - Cantù, † 2022)

## Snowboarder(1)
- Filippo Ferrari, snowboarder italiano (Segrate, n. 1999)

## Sollevatori(1)
- Henri Ferrari, sollevatore francese (Frontignan, n. 1912 - Frontignan, † 1975)

## Soprani(1)
- Cesira Ferrari, soprano italiano (n. 1895)

## Storici(2)
- Aldo Ferrari, storico e politologo italiano (Ancona, n. 1961)
- Guido Ferrari, storico e poeta italiano (Novara, n. 1717 - Monza, † 1791)

## Vescovi cattolici(4)
- Carlo Domenico Ferrari, vescovo cattolico italiano (Brescia, n. 1769 - Brescia, † 1846)
- Carlo Ferrari, vescovo cattolico italiano (Fresonara, n. 1910 - Verona, † 1992)
- Daniele Ferrari, vescovo cattolico italiano (Comun Nuovo, n. 1920 - Genova, † 2006)
- Marco Virgilio Ferrari, vescovo cattolico italiano (Bergamo, n. 1932 - Cassano Magnago, † 2020)

## Violinisti(1)
- Franco Claudio Ferrari, violinista italiano (Alessandria, n. 1918 - Verona, † 1995)

## Senza attività specificata(3)
- Maria Teresa Ferrari, medica e docente argentina (Buenos Aires, n. 1887 - † 1956)
- Matilde Ferrari, italiana (Borgo Virgilio, n. 1830 - Mantova, † 1868)
- Paolo Maurizio Ferrari, ex brigatista italiano (Modena, n. 1945)